# Kim Geun-tae
Kim Geun-tae (Bucheon, 14 de febrero de 1947 - Seúl, 30 de diciembre de 2011) fue un economista y político de Corea del Sur, destacado líder contra las gobiernos autoritarios de Park Chung-hee y Chun Doo-hwan en las décadas de 1970 y 1980.
Durante sus estudios en Ciencias Económicas en la Universidad Nacional de Seúl, fue presidente de la Federación Juvenil por la Democracia, detenido en múltiples ocasiones por su oposición al régimen militar. Ya licenciado, mantuvo su activismo disidente y logró escapar de la acción represora varias veces hasta que fue detenido en 1985 junto a su esposa. Entonces fue torturado durante tres semanas seguidas y encarcelado. Durante su reclusión recibió el premio Robert F. Kennedy a los Derechos Humanos, entre otros galardones. Puesto en libertad, lideró el movimiento Chunminryun (Alianza Democrática Nacional de Corea), una agrupación de fuerzas políticas y sociales contra la dictadura, por lo que fue condenado dos años más. Recobradas las libertades públicas, se integró en el Partido Uri (Yeollin Uri-dang) y fue ministro de Sanidad entre 2004 y 2006.